# Curso Vystrel

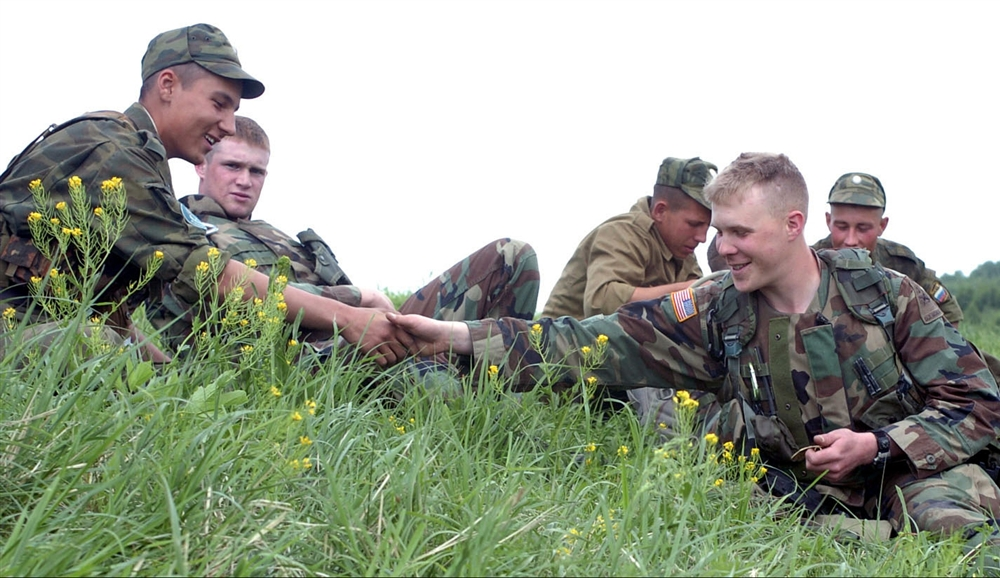
Os soldados americanos e russos trocaram distintivos de unidade durante o exercício Torgau no Centro de Treinamento de Vystrel em 26 de maio de 2005.

O curso Vystrel (em russo:  Курсы «Выстрел») era o nome popular para um curso de treinamento de oficiais das Forças Armadas Soviéticas, mais tarde parte dasForças Armadas Russas, localizado em Solnechnogorsk. O curso de treinamento teve um currículo de um ano para treinar o comando de batalhão e regimento e pessoal político da arma de fuzileiros (infantaria) do Exército Vermelho, mais tarde Exército Soviético, bem como oficiais dos países do Bloco Socialista.

## História
A Escola Superior de Fuzileiros de  do Exército Vermelho dos Operários e Camponeses foi formada em novembro de 1918 no lugar da Escola de Oficiais de Fuzileiros Oranienbaum do Exército Imperial Russo. A tarefa da escola era o treinamento de oficiais para a infantaria, mas também a pesquisa e o desenvolvimento de armamentos e a produção de literatura educacional. O curso, oferecido duas vezes por ano, por períodos de cinco meses e meio, treinava futuros comandantes de companhia. Em sua primeira década de existência, 6.000 oficiais o completaram, com turmas em média de 300 alunos nas décadas de 1920 e 1930. Em 1932, o curso foi dividido em duas faculdades, uma de infantaria e outra de tática mecanizada; o último foi separado um ano depois. Em 1936, Vystrel se expandiu para incluir cursos para comandantes de batalhão e regimento.
Em 26 de dezembro de 1926, o batalhão de treinamento dos Cursos Táticos de Fuzileiros foi usado como base para a formação do 2º Regimento de Fuzileiros da Divisão Proletária de Fuzileiros de Moscou dos Distrito Militar de Moscou. Em 1929, o Vystrel adicionou um curso de treinamento de atiradores de elite (snipers) à sua estrutura.
Após o lançamento da Operação Barbarossa em 1941, os cursos foram evacuados de Solnechnogorsk do Oblast de Moscou para Kyshtym no Oblast de Chelyabinsk, com ramos dos cursos também organizados em Gorky, Ulyanovsk, Sverdlovsk, Novosibirsk, Arkhangelsk e Ordzhonikidze. Mais de 200 ex-alunos dos cursos receberam a medalha de Herói da União Soviética (deles, 8 receberam duas vezes) e milhares receberam condecorações menores. Depois da guerra, os cursos estavam ocupados analisando a experiência de combate e implementando as lições aprendidas no treinamento de futuros quadros. A partir da década de 1950, as portas do Centro foram abertas a oficiais do Pacto de Varsóvia e países aliados, como RSF da Iugoslávia, República Popular da China, Vietnã, República Popular da Mongólia, Índia, Egito, Síria, Argélia, Angola, Cuba, Nicarágua, Coréia do Norte etc.
Em 1974, um curso de treinamento para observadores militares de manutenção da paz das Nações Unidas foi adicionado ao Vystrel. O treinamento de oficiais estrangeiros continuou após o colapso da URSS, incluindo o treinamento para missões de paz.
Em 1º de novembro de 1998, foi combinada com a Academia Militar de Frunze e a Academia Militar de Forças Blindadas de Malinovsky para formar a Academia de Armas Combinadas das Forças Armadas da Federação Russa, de acordo com um decreto do governo da Federação Russa. Sob a égide da Academia de Armas Combinadas, os cursos se tornaram o Centro de Treinamento de Oficiais de Vystrel. O centro de treinamento foi abolido durante a reforma militar russa em 2009.

## Comandantes
Os seguintes comandaram o curso:
- Nikolay Filatov (1918–1922)
- Pavel Pavlov (1922–1923)
- Nikolay Kuibyshev (1923–1925)
- Grigory Khakhanyan (1925–1927)
- Ivan Smolin (1927–1929)
- Kirill Stutzka (1929–1932)
- Konstantin Goncharuk (1932–1935)
- Leonty Ugryumov (1935–1936)
- Komdiv Alexander Inno (1936–1937)
- Coronel Lev Sosedov (atuando, 1937-1938)
- Komdiv Andrey Smirnov (1938–1940)
- Major-General Viktor Kosyakin (1940-1941)
- Major-General Sergey Smirnov (1941-1945; promovido a tenente-general em janeiro de 1944)
- Coronel-General Max Reyter (1946–1950)
- General-de-Exército Georgy Zakharov (1950-1953)
- Coronel-General Afanasy Beloborodov (1953–1954)
- Marechal da União Soviética Kirill Meretskov (1954–1955)
- Tenente-General Pyotr Sobennikov (1955-1959)
- Coronel-General Ivan Lyudnikov (1959–1963)
- General-de-Exército Yakov Kreizer (1963-1969)
- Tenente-General David Dragunsky (1969–1986; promovido a Coronel-General em novembro de 1970)
- General-de-Exército Fedot Kryvda (1986-1987)
- Coronel-General Ivan Gashkov (1987-1988)
- Coronel-General Leonid Generalov (1988–1991)
- General-de-Exército Vladimir Shuralyov (1991-1992)
- Coronel-General Viktor Novozhilov (1992–1998)
- Tenente-General Viktor Kochemasov (1998–2006)[5]

## Designação oficial
- 21 de novembro de 1918 - Escola Superior de Fuzileiros de Comando e Estado-Maior do Exército Vermelho dos Operários e Camponeses (Высшая стрелковая школа командного состава РККА).
- 7 de junho de 1921 - Escola Superior Tática de Fuzileiros de Comando e Estado-Maior do Exército Vermelho dos Operários e Camponeses (Высшая тактическо-стрелковая школа командного состава РККА).
- 13 de outubro de 1921 - Escola Superior Tática de Fuzileiros de Comando e Estado-Maior do Exército Vermelho dos Operários e Camponeses "Terceiro Comintern" (Высшая тактическо-стрелковая школа командного состава РККА имени III Коминтерна).
- 24 de abril de 1923 - Escola Superior Tática de Fuzileiros de Comando e Estado-Maior do Exército Vermelho dos Operários Camponeses "Terceiro Comintern" «Vystrel» (Высшая тактическо-стрелковая школа командного состава РККА имени Коминтерна «Выстрел»).
- 9 de outubro de 1924 - Cursos Táticos de Fuzileiros para Desenvolvimento de Comando e Estado-Maior do Exército Vermelho dos Operários e Camponeses "Terceiro Comintern" (Стрелково-тактические курсы усовершенствования комсостава РККА имени III Коминтерна).
- 10 de maio 1932 - Instituto Tático de Fuzileiros «Vystrel» (Стрелково-тактический институт «Выстрел»).
- 9 de dezembro de 1935 - Cursos Superiores Táticos de Fuzileiros Bandeira Vermela para o Desenvolvimento de Oficiais de Infantaria «Vystrel» "Marechal da União Soviética BM Shaposhnikov" (Высшие стрелково-тактические Краснознамённые курсы усовершенствования офицерского состава пехоты «Выстрел» имени Маршала Советского Союза Б. М. Шапошникова).
- 1954, ? - Cursos Táticos Centrais de Fuzileiros Ordem de Lenin e da Bandeira Vermelha para o Desenvolvimento de Oficiais do Exército Soviético «Vystrel» " Marechal da União Soviética BM Shaposhnikov" (Центральные ордена Ленина, Краснознамённые стрелково-тактические курсы усовершенствования офицерского состава Советской Армии «Выстрел» имени Маршала Советского Союза Б. М. Шапошникова).
- 11 de dezembro de 1963 - Cursos Superiores de Oficiais da Ordem de Lenin e da Bandeira Vermelha «Vystrel» "Marechal da União Soviética BM Shaposhnikov" (Высшие офицерские ордена Ленина, Краснознамённые курсы «Выстрел» имени Маршала Советского Союза Б. М. Шапошникова).
- 1º de novembro de 1998 - Centro de Treinamento da Academia de Armas Combinadas da Ordem de Lenin e da Bandeira Vermelha «Vystrel» das Forças Armadas da Federação Russa (Учебный орденов Ленина и Октябрьской Революции, Краснознамённый центр «Выстрел» Общевойсковой академии Вооружённых Сил Российской Федерации).
- 14 de outubro de 2009 - o Centro de Treinamento «Vystrel» foi dissolvido.
- 10 de dezembro de 2011 - um Museu da Glória de Combate e Trabalho «Vystrel» (Музей ратной и трудовой славы «Выстрел») foi fundado no edifício do Clube de Oficiais central.
- 19 de maio de 2015 - o Ministro da Defesa assinou uma ordem para a formação de um Centro de Treinamento de  Estado-Maior das Formações Militares (Центр подготовки руководящего состава соединений) como sucessor das tradições do «Vystrel».
- 12 de janeiro de 2016 - o Centro de Treinamento de Comando e Estado-Maior das Formações Militares foi reformado como Inspetoria das Forças Terrestres (Инспекция Сухопутных войск).

Observe-se que Vystrel é um jogo de palavras, uma palavra russa real que significa 'tiro' e uma palavra-valise de Superior de Fuzileiros [Escola Tática] «Vystrel» (Высшая тактическо-стрелковая школа > Выстрел).

### Citações
1. ↑  Reese 2005, pp. 70–71.
2. ↑  «История» [History] (em russo). Combined Arms Academy of the Armed Forces of the Russian Federation. Consultado em 2 de dezembro de 2018
3. ↑  «Последний "Выстрел"» [After Vystrel]. Interfax (em russo). 27 de fevereiro de 2009. Consultado em 2 de dezembro de 2018
4. ↑  Grachev 1994, p. 323.
5. ↑  «В.В. Кочемасов» [V.V. Kochemasov]. Krasnaya Zvezda (em russo). Consultado em 2 de dezembro de 2018